# Cynanchum microstemma
Cynanchum microstemma là một loài thực vật có hoa trong họ La bố ma. Loài này được (Turcz.) Morillo mô tả khoa học đầu tiên năm 1993.